# Поход на Ханибал през Алпите
Походът на Ханибал през Алпите се осъществява през 218 г. пр.н.е. и е едно от най-големите постижения на Втората пуническа война, както и един от най-прочутите военни подвизи в древните и антични войни, а и във войните въобще в цялата военна история.  Има две версии за похода от антични автори – на Полибий и на Тит Ливий, които дават различни сведения за точния маршрут.